# Tổ chức kinh tế - xã hội theo lãnh thổ
Tổ chức kinh tế - xã hội theo lãnh thổ là tổ chức nền kinh tế theo lãnh thổ cùng với tổ chức hành chính theo lãnh thổ, tập hợp các mối quan hệ kinh tế - xã hội giữa chúng trong nền kinh tế kế hoạch hoá tập trung. Tổ chức kinh tế - xã hội theo lãnh thổ bao trùm những vấn đề liên quan tới phân công lao động theo lãnh thổ, phân bố lực lượng sản xuất, phân bố dân cư, quan hệ sản xuất. Nhiệm vụ của nó là tổ chức hành chính nhà nước trên các vùng lãnh thổ, quản lí sản xuất theo lãnh thổ, hình thành các tổ chức kinh tế theo lãnh thổ, xác định các đối tượng quản lí theo lãnh thổ. Bộ phận cấu thành quan trọng của tổ chức kinh tế - xã hội theo lãnh thổ là tổ chức sản xuất theo lãnh thổ. Tổ chức sản xuất theo lãnh thổ bao gồm nhiệm vụ xây dựng cơ cấu ngành và cơ cấu lãnh thổ của nền kinh tế quốc dân, phân bố sản xuất và dân cư, hợp nhất tối ưu các thành phần vật chất của sản xuất và con người vào một quá trình sản xuất, quản lí sản xuất mà trọng tâm là lập kế hoạch và xây dựng chính sách vùng.